# Lanepitant
Lanepitant ist eine chemische Verbindung, die als potenzieller Arzneistoff zur Behandlung vom Schmerzen, einschließlich des Migräne-Kopfschmerzes, entwickelt wurde. Nachdem in klinischen Studien keine Migränewirksamkeit beobachtet werden konnte, wurde seine weitere klinische Entwicklung für dieses Anwendungsgebiet von dem Pharmaunternehmen Eli Lilly and Company eingestellt. Pharmakologisch ist Lanepitant ein Neurokinin-Antagonist.

## Wirkmechanismus
Lanepitant hemmt als Antagonist die über den Neurokinin-NK1-Rezeptor vermittelten Wirkungen von Substanz P. Experimentell besitzt Lanepitant entzündungshemmende und die Schmerzwahrnehmung beeinflussende Eigenschaften. In Tierexperimenten, in denen die Pathophysiologie der Migräne simuliert wurde, hemmt die Substanz die entzündliche Reaktion in der Hirnhaut. Tierexperimentelle Befunde legten zudem eine mögliche Wirksamkeit bei neuropathischen Schmerzen und beim komplexen regionalen Schmerzsyndrom nahe. In klinischen Studien konnte jedoch weder eine Migränewirksamkeit noch eine analgetische Wirksamkeit bei der diabetischen Neuropathie und der Osteoarthritis belegt werden.

## Stereochemische Struktur
Lanepitan ist eine chirale chemische Verbindung mit einem Stereozentrum. Es ist das R-Enantiomer und zugleich das biologisch aktivere Stereoisomer (Eutomer) des N-[1-[Acetyl-[(2-methoxyphenyl)methyl]amino]-3-(1H-indol-3-yl)propan-2-yl]-2-(4-piperidin-1-ylpiperidin-1-yl)acetamids. Gegenüber dem L-Enantiomer, seinem Distomer, weist Lanepitant eine mindestens 1000-fach höhere Affinität zum Neurokinin-NK1-Rezeptor auf.